# Curling in carrozzina

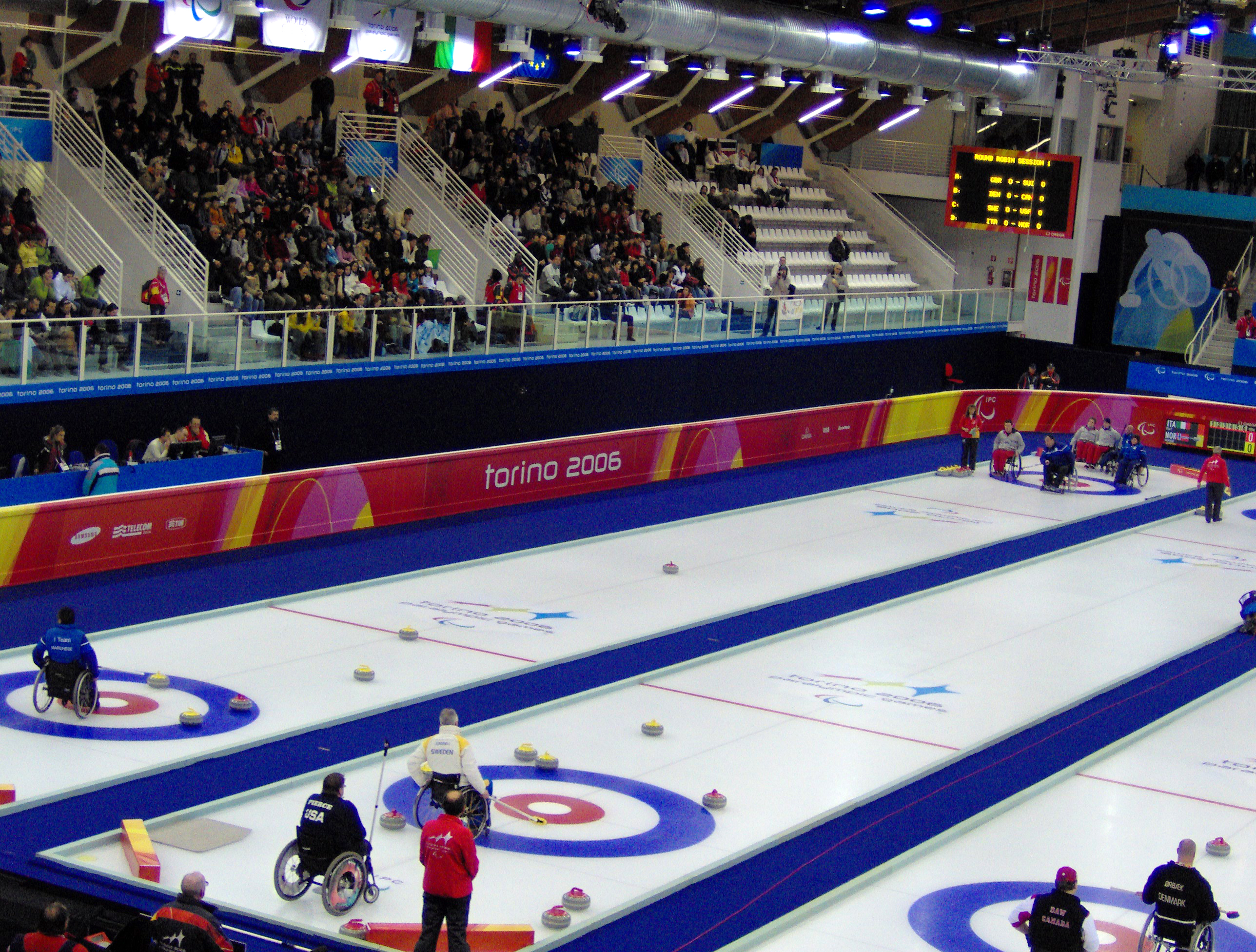
Una fase di un match di curling in carrozzina alle paraolimpiadi di Torino 2006

Il curling in carrozzina, noto anche come curling su sedia a rotelle o con il termine inglese wheelchair curling, è uno sport di squadra simile alle bocce ma giocato sul ghiaccio con delle pesanti pietre di granito levigato. È la variante del curling riservata alle persone con disabilità agli arti inferiori.
Due squadre di quattro giocatori, seduti su carrozzine, fanno scivolare otto pietre o stones, pesanti circa 20 kg e dotate di manico, con il duplice obiettivo di piazzare le proprie il più vicino possibile al centro del bersaglio (house o casa) colorato sulla pista, e di allontanare il più possibile quelle avversarie.
La differenza più evidente nel meccanismo di gioco, rispetto al curling convenzionale, è l'assenza della fase di sweeping, ossia lo spazzolamento del ghiaccio per favorire lo scivolamento della pietra dopo il lancio. Per il resto la superficie di gioco, le pietre e le regole sono le stesse, con alcuni adattamenti legati al fatto che i giocatori si spostano su sedie a rotelle.

## Regole specifiche
Nelle competizioni internazionali di curling in carrozzina vale il regolamento della World Curling Federation (WCF), il massimo organo internazionale della disciplina, integrato da alcune regole specifiche:
- Una partita consiste generalmente in otto tempi (end), anziché dieci, con eventuale extra end in caso di parità.
- Ogni giocatore deve rilasciare la pietra (stone) prima della hog line.
- Non è ammesso lo sweeping.
- Ogni giocatore deve lanciare la pietra da una carrozzina ferma, posizionata in modo che la pietra venga tirata dalla linea centrale (centre line).
- Le squadre devono essere miste. Ogni squadra deve avere sul ghiaccio quattro giocatori che rappresentino entrambi i sessi. Se vengono iscritti cinque giocatori, possono essere utilizzati alternativamente a discrezione del capitano (skip) o dell'allenatore, purché sia sempre rispettata la regola dei quattro giocatori e dei due sessi. Come eccezione, può essere ammessa una squadra composta da giocatori tutti dello stesso sesso, purché la motivazione sia ritenuta valida dal giudice capo.
- Il lancio della pietra può essere fatto con il braccio e la mano, oppure utilizzando un manico estensore.
- Il curling in carrozzina è riservato alle persone che non possono camminare o che riescono a farlo solo per brevissime distanze, e che hanno abitualmente bisogno di una sedia a rotelle per spostarsi. Il grado minimo di disabilità è determinato da appositi classificatori sportivi autorizzati.

## Attrezzatura
Dato che i giocatori sono seduti sulle carrozzine, non è necessario che indossino le scarpe con suole differenziate che devono invece essere usate dai giocatori che camminano sul ghiaccio.
Non servono le staffe (hacks) usate per darsi la spinta durante il lancio, che avviene da fermo; per maggior stabilità, un compagno di squadra può tenere ferma la carrozzina durante il lancio della stone. Il manico estensore per lanciare la pietra è teoricamente ammesso anche nel curling per normodotati, ma raramente usato.
Le scope (brooms) non sono necessarie perché lo sweeping è vietato, ma vengono comunque usate dallo skip e dal vice skip per dare indicazioni ai compagni di squadra sui tiri da effettuare.

## Storia
L'attività agonistica internazionale è organizzata dalla World Curling Federation (WCF). I primi campionati mondiali di curling in carrozzina si svolsero nel 2002 a Sursee in Svizzera. Vennero ripetuti nel 2004 nella stessa sede, poi nel 2005 vennero disputati in Scozia. Il curling in carrozzina è stato inserito nel programma dei Giochi paralimpici a partire dal IX Giochi paralimpici invernali di Torino 2006. Per evitare la concomitanza con le Paralimpiadi, nel 2006 non sono stati organizzati i campionati mondiali. Dal 2007 in poi la World Curling Federation intende organizzare i mondiali a cadenza annuale, tranne negli anni in cui si disputa il torneo paralimpico.
In Italia l'attività agonistica è organizzata dal Dipartimento Sport Invernali del Comitato Italiano Paralimpico (CIP). Il primo campionato italiano sperimentale, con la partecipazione di 5 squadre, si è svolto nella stagione 2005/2006. Era articolato in due giornate, ospitate a Pinerolo (16 e il 17 dicembre 2005) e a Cembra (20, 21 e 22 gennaio 2006). La classifica finale è stata vinta dalla DISVAL Disabili Valdostani di Aosta.